# Merrill Moses
Merrill Moses (Harbor City, 13 agosto 1977) è un pallanuotista statunitense, vincitore di una medaglia d'argento ai giochi olimpici di Pechino 2008, di tre medaglie d'oro ai Giochi Panamericani e di due argenti e un bronzo in World League. Ha disputato sette edizioni dei mondiali. 